# 에두아르도 노리에가
에두아르도 노리에가(Eduardo Noriega, 1973년 8월 1일 ~ )는 스페인의 배우이다.

## 출연 작품
- 오픈 유어 아이즈
- 밴티지 포인트 - 엔리케 역
- 아워 러버스